# Endless Space
Endless Space — відеогра жанру глобальної покрокової стратегії, розроблена французькою компанією Amplitude Studios. Випущена 4 липня 2012 року для Microsoft Windows і 31 серпня 2012 року для Mac OS X.
Події гри розгортаються в галактиці, якою правили могутні Нескінченні (англ. Endless), загиблі у війні одних з одними. Тепер в галактиці існують кілька цивілізацій, що борються між собою, використовуючи спадок Нескінченних.
Продовження гри під назвою Endless Space 2 було випущене 19 травня 2017 року.

## Ігровий процес

Карта галактики: синя зона перебуває під контролем гравця, спливне вікно показує статистику планетної системи

### Розвиток цивілізації
Гравець покроково розвиває свою цивілізацію, для чого освоює зоряні системи, окремі планети, турбується про їх добробут, проводить дослідження і налаштовує стосунки з іншими цивілізаціями. Перед початком гри гравець вибирає рівень складності, цивілізацію, параметри галактики (розмір, форма, щільність і вік), кількість суперників, умови досягнення перемоги, та швидкість гри. Від типів зірок залежать особливості планет навколо них і їх придатність до освоєння. Всі зоряні системи поєднані між собою струнами та червоточинами, на розміщення яких впливає форма галактики. На початку гравцеві доступна одна система і два кораблі: розвідувальний і колонізаційний.
Для розбудови цивілізації потрібні ресурси: їжа, індустрія, наука, і «прах». Їжа потрібна для підтримання життя і зростання населення. Індустрія служить мірою ефективності виробництв і впровадження технологій. Наука використовується для вивчення нових технологій. «Прах» є універсальним платіжним засобом, який витрачається на пришвидшення виробництв, утримання будівель, флотів та інші цілі. Насправді він є самовідтворюваними нанороботами Нескінченних, створеними з метою маніпуляцій матерією. На планетах та інших небесних тілах з часом стає можливим добувати стрегічні ресурси, такі як рідкісні хімічні елементи, антиматерія; ресурси розкоші, як рідкісні рослини або артефакти колишніх цивілізацій.
Населені системи мають такий параметр як «Схвалення» (англ. Approval), який виражає прихильність населення до правителів. Він визначає бажання працювати і залежить від достатку населення, його кількості і наявності шкідливих факторів. Прихильні планети дають збільшене виробництво ресурсів, неприхильні — зменшене. Крім того з новими жителями «Схвалення» падає на кілька одиниць. Цей параметр вираховується окремо для всієї цивілізації та кожної з планет. Таким чином навіть коли окремі планети страйкуватимуть, загальний рівень «Схвалення» може бути високим і навпаки.
Для збільшення ефективності в різних сферах слід наймати героїв, котрі з часом набувають досвіду і приносять більше користі у довіреній їм сфері. Отримавши певну кількість досвіду, герой може обрати одну з кількох нових можливостей.
Перемоги можна досягнути, захопивши 75% зоряних систем галактики чи столиці противників, добувши більше 500000 одиниць «праху» чи найбільше очок на 300-й хід, дослідивши створення Імперії Нескінченних або пан-галактичного суспільства, так само як і заробивши найбільше очок дипломатії.

### Битви
Битви гравець не може контролювати безпосередньо, але може вибирати для кожного ходу тактичні дії, які більшою мірою визначають успіх, чи довірити це комп'ютеру. Такі дії залежать від оснащення кораблів і відкриваються в міру досліджень нових технологій.
Всього є п'ять типів бойових кораблів: корвет, есмінець, крейсер, лінкор і дредноут. Кожен тип має різну ціну і обмеження на додаткові модулі. Космічні кораблі для боїв та різних інших завдань (колонізація, розвідка) проектуються вручну в спеціальному редакторі, а замовляються та ремонтуються в населених системах. Гравець доповнює їх модулями як зброя, броня, двигуни або ремонтні комплекти.

### Грабельні фракції
- Амеба (англ. Amoeba) — нащадки Нескінченних, які пережили війну одних з одними, проте втратили колишні знання та еволюціонували до вигляду мінливих мас протоплазми. Їхня культура і дипломатія розвинуті завдяки довгій історії цивілізації. Амеби вміють покидати свої тіла, завдяки чому здатні миттєво розвідувати всю галактику. Світогляд: добрий. Рідний тип планет: океанічний[4].
- Об'єднана імперія (англ. United Empire) — людська монархія на чолі з імператором Максиміліаном Зелевасом (англ. Maximilian Zelevas), яка править планетами через корпорації. Імперія утримує порядок за допомогою свого потужного флоту, хоч її технології не є такими розвиненими, як в інших цивілізацій. Об'єднана імперія має переваги в міцності кораблів і розвитку економіки. Світогляд: злий. Рідний тип планет: земного типу[5].
- Автоматони (англ. Automaton) — машини, створені загиблою цивілізацією реянів (англ. Reyans), які еволюціонували під дією «праху» із впалого на їхню планету корабля Нескінченних. Колись реяни отруїли свою планету через розвиток промисловості та вирішили вчинити масове самогубство, але лишили автоматонів, щоб їхні досягнення лишилися іншим цивілізаціям. Коли еволюціоновані автоматони виявили, що в космосі є більше «праху», вони вийшли в космос аби добувати його для власного розвитку. Автоматони мають перевагу у прискоренні виробництва. Світогляд: добрий/ізоляціоністський. Рідний тип планет: джунглевий.
- Невситимі (англ. Cravers) — кіборгізовані комахи, створені частиною Нескінченних для війни зі своїми ідейними противниками. Невситимі живуть колоніями з різними кастами на чолі з Імператором Невситимих. Вони не приймають миру чи співпраці з іншими расами, розглядаючи їх лише як їжу. Особливістю Невситимих є те, що для підтримання своєї цивілізації вони потребують постійних нових завоювань. Світогляд: злий. Рідний тип планет: посушливий[6].
- Гармонія (англ. Harmony) — кристалічні істоти, які існують від часу Великого Вибуху і прагнуть знищити «прах», який вважають шкідливим для Всесвіту. Крім того їхньою кінцевою метою є відшукати ядро Всесвіту, в якому коливання всього сущого поєднані у гармонії. Гармонія не використовує «прах», а його наявність на планетах шкодить загальному розвитку. Проте ці істоти можуть очищати планети від «праху», а параметр «Схвалення» не стосується їхнього населення. Світогляд: нейтральний. Рідний тип планет: тундровий[7].
- Гішшо (англ. Hissho) — ящероподібні істоти, які розвинулися під впливом Нескінченних і шукають в космосі славетних битв. Гішшо шанують честь і церемонії, а править ними Монарх Гішшо. Вони отримують економічну вигоду від битв, але вирізняються сповільненим розвитком науки. Світогляд: злий. Рідний тип планет: джунглевий[8].
- Гораціо (англ. Horatio) — цивілізація, заснована трильйонером Гораціо з Об'єднаної імперії, який вирішив створити расу ідеальних істот при допомозі бази клонування Нескінченних, взявши за зразок себе. Всі представники Гораціо є клонами свого лідера і прагнуть ідеальності у всьому, щоб врешті зробити ідеальним цілий Всесвіт. Всіх інших істот Гораціо вважають недосконалими чи потворними, однак співпрацюють з ними, якщо це приносить їм користь. Здатні клонувати найнятого героя. Світогляд: нейтральний. Рідний тип планет: посушливий.
- Пілігрими (англ. Pilgrim) — люди, котрі відкололися від Об'єднаної імперії під проводом Камау Савасбата (англ. Kamau Savasbat), який зібрав навколо себе учених, митців і повстанців. Живучи кочівниками, Пілігрими наткнулися на артефакти Нескінченних та задалися ціллю знайти їхню рідну планету. Пілігрими можуть швидко евакуйовувати свої зоряні системи і швидше захоплювати ворожі. Світогляд: добрий. Рідний тип планет: джунглевий[9].
- Шередін (англ. Sheredyn) — нащадки гвардії Максиміліана Зелеваса, яка була настільки численною, що мала в своєму розпорядженні цілі флоти і планети. Зрештою гвардія стала окремою цивілізацією. Шередін володіють потужною економікою і флотом, але мало чим відрізняються від Об'єднаної імперії. Світогляд: злий. Рідний тип планет: земного типу.
- Софони (англ. Sophon) — невисокі гуманоїдні істоти, які під впливом радіації своєї зірки швидко розвивалися як біологічно, так і технологічно. Вони активно розвивають науки і є союзниками Пілігримів. Софони швидко розвивають науку, однак повільно впроваджують вдосконалення на планетах і мають слабкий захист. Світогляд: добрий. Рідний тип планет: земного типу[10].
- Сіячі (англ. Sower) — машини, створені Нескінченними з метою терраформування планет. Закінчивши своє завдання, Сіячі стали шукати своїх творців, однак Нескінченні доти зникли. Вони почали місію, яка згодом стала релігією, під назвою «Поклик» (англ. The Calling), щоб підготуватися до повернення Нескінченних. Сіячі швидко терраформують планети, але повільно розвивають науку і добувають їжу. Світогляд: нейтральний. Рідний тип планет: тундровий[11].
- Стрибуни (англ. Vaulters) — спільнота людей, яка покинула рідну планету Оріга через природний катаклізм і відтоді подорожує космосом. За час кочівного життя Стрибуни розвинули науки й технології, зокрема винайшли портали для миттєвих «стрибків» між системами. Клан Стрибунів Золіас (англ. Zolyas) заново відшукав Орігу і прагне відродити її з допомогою здобутих знань. Завдяки порталам ця цивілізація не має штрафів до «Схвалення» за збільшення населення. Світогляд: добрий. Рідний тип планет: земного типу[12].

## Доповнення
Endless Space — Disharmony — доповнення, випущене 26 червня 2013 року. Додає фракцію Гармонія, нові космічні кораблі, героїв, технології для старих фракцій та перероблене конструювання кораблів.

## Оцінки й відгуки
| Агрегатор    | Оцінка |
| ------------ | ------ |
| GameRankings | 79,54% |
| Metacritic   | 77/100 |

| Видання                    | Оцінка |
| -------------------------- | ------ |
| Eurogamer                  | 7/10   |
| GameSpot                   | 8/10   |
| GameSpy                    | 3,5/5  |
| IGN                        | 8/10   |
| PC Gamer (Велика Британія) | 82/100 |

Endless Space отримала схвалення критиків, зібравши середню оцінку в 77/100 балів на агрегаторі Metacritic.
Оглядач IGN оцінив гру у 8/10, відзначивши великий потенціал гри до реграбельності, але розкритикував звукове оформлення і неясні підказки для нових гравців.
GameSpy дали Endless Space оцінку 3.5/5 зірок, позитивно відгукнувшись про інтерфейс, але назвали негативною стороною слабку персоналізацію гри.